# 2023年ニジェールクーデター

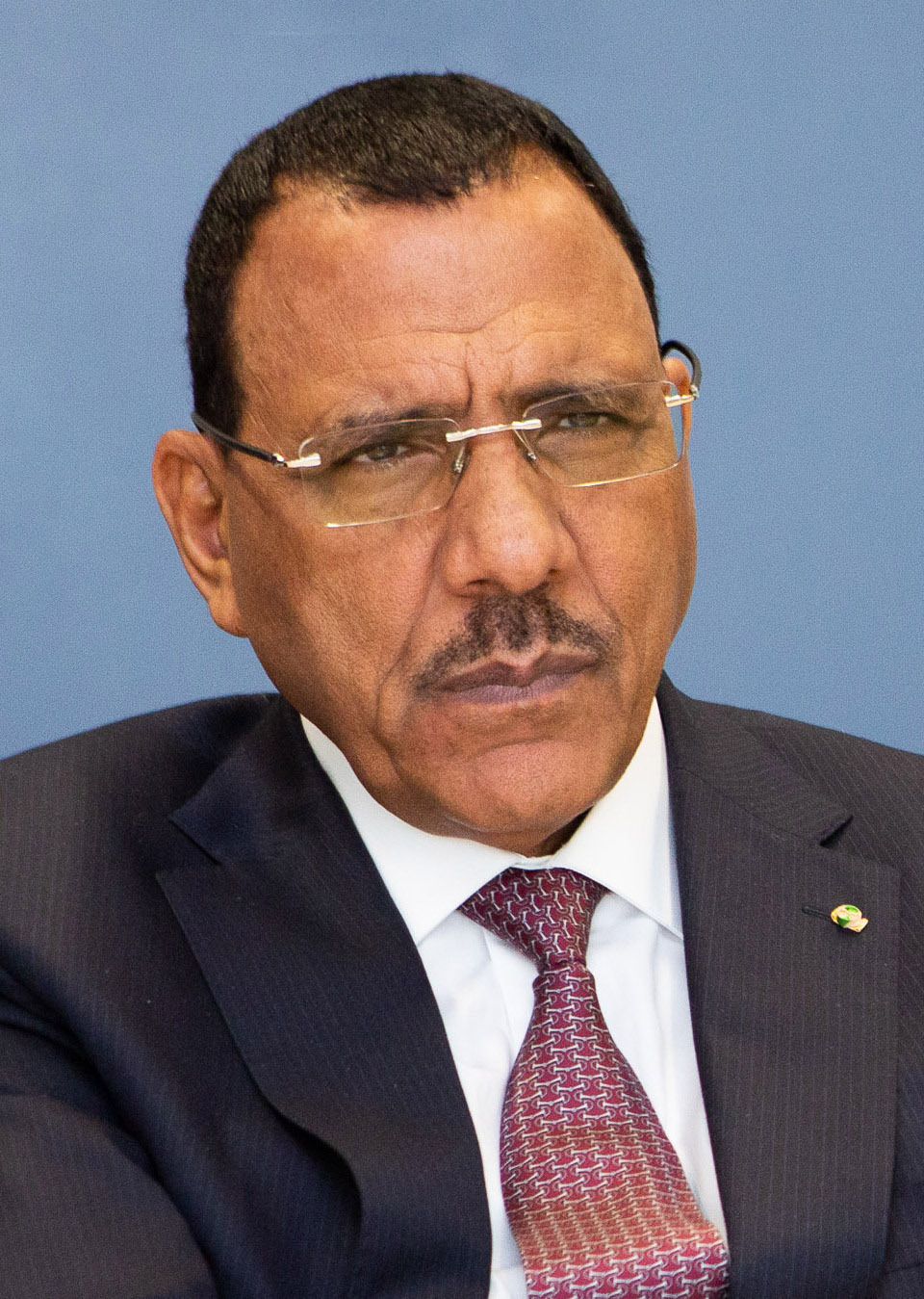
モハメド・バズム大統領（2023年撮影）

2023年ニジェールクーデター（2023ねんニジェールクーデター）は、西アフリカのニジェールで2023年7月26日に発生した軍事クーデター。同国では1960年の独立以来5度目のクーデターとなった。

## 背景
フランス領西アフリカから1960年に独立したニジェールでは、2023年以前にも4度のクーデターを経験してきた。直近に発生したのは2010年の軍事クーデターで、その他にクーデター未遂も度々発生している。2021年4月に同国で初めて民主的な政権移譲となったモハメド・バズム政権においても、2021年、2022年3月（ニジェール政府はコメントしていない）の2度クーデター未遂が発生している。
21世紀以降、サヘル諸国ではアルカイーダ、ISIL、ボコ・ハラムといったイスラーム過激派の反乱に対処するため、アメリカ合衆国と旧宗主国フランスが軍事的支援を行っている。だが2020年代に入り隣国のマリ共和国とブルキナファソで相次いでクーデターが発生し、新たに発足した軍事政権はフランスと対立した。フランスにとって同国はサヘル地域に残された最後の同盟国であったが、貧困、政府の弱体化、反フランス感情の高まりに悩まされていた。ドイツのシンクタンクはバズム大統領を「サヘル地域における西側諸国最後の希望」と指摘している。

## 推移

### バズム大統領の拘束
2023年7月26日朝、ニジェール大統領府の公式ツイッターアカウントは大統領警護隊が「反共和制デモ」を行い、失敗したと投稿した。またバズム大統領とその家族が大統領官邸内で大統領警護隊に拘束されている情報を付け加えた。大統領官邸とその隣の省庁は閉鎖された。バズム支持者が接近を試みるも、大統領警護隊員の警告射撃を受け解散させられた。
国軍はバズムを支持するために大統領官邸を包囲した。また国内の主要戦略拠点の確保を発表した。

### 軍事政権の発足
だが、26日夕方に空軍のアマドゥ・アブドラマン大佐は国営テレビでクーデターを宣言し、憲法の停止、各省庁の機能停止、国境の閉鎖を発表した。また夜10時から翌朝5時まで夜間外出禁止令を発令するとともに、外国の干渉に対して警告を行った。
27日、ニジェール軍司令部はクーデターを支持する声明を発表し、流血の事態をもたらしかねない「軍同士の致命的な対決を避けるため」と理由を説明した。一方バズム大統領は同日未明にSNSを更新して「苦労して勝ち取った成果は守られる」「民主主義と自由を愛するニジェール人が、それを確実にしてくれるだろう」とのメッセージを発表した。
ハッソウミ・マスドゥ外相は自身が大統領代行であると宣言した。
首都ニアメではクーデター支持者が与党ニジェール民主社会主義党の本部を放火した。またクーデター支持者の中にはロシアの国旗を手にする者もいた。暫定元首である祖国防衛国民評議会議長に、バズム政権の大統領警護隊長だったアブドゥラハマネ・チアニ将軍が選出され、憲法の停止が発表された。チアニは国営テレビで国際社会に対して「我が国が課題に対処するうえで必要なあらゆる支援のため、状況を理解してもらいたい」と述べる一方で、介入は「ニジェール人の虐殺と混乱」をもたらすとして牽制した。
バズム大統領は監禁下から、アメリカ合衆国の新聞『ワシントン・ポスト』電子版（8月3日付）に寄稿し、クーデターが成立すれば「ニジェールや周辺地域、世界全体に壊滅的な結果をもたらす」と訴えた。

## 反応
西アフリカ諸国経済共同体（ECOWAS）代表でベナン共和国大統領のパトリス・タロンは仲裁に当たる予定だったが、国境の封鎖により断念した。
世界銀行、アフリカ連合、西アフリカ諸国経済共同体、国際連合、アルジェリア、欧州連合、フランス、アメリカ合衆国、ロシアはクーデターを批判し、バズム大統領の即時釈放を要求した。
対照的に、ロシアの民間軍事会社でフランスに代わってイスラーム過激派と戦っているワグネル・グループ代表のエフゲニー・プリゴジンはクーデターを「植民地主義者との戦いの一部」と説明した。テレグラムでは、親ロシア政権派の有名コメンテーターがクーデターを支持するコメントを投稿し、ロシアとワグネルが入り込む好機と主張している。
2023年8月10日、西アフリカ諸国経済共同体はニジェールへの軍事介入の選択肢を保持することを決定した。これにより、主にナイジェリア軍とセネガル軍から構成されるべき部隊の動員への道が開かれた。
同年9月24日、フランスのエマニュエル・マクロン大統領は、年内に駐留軍を撤退させ、駐ニジェール大使も数時間以内にフランスに帰国させると表明した。